# Associazione Calcio Como 1948-1949
Questa voce raccoglie le informazioni riguardanti l'Associazione Calcio Como nelle competizioni ufficiali della stagione 1948-1949.

## Rosa
| N. |                   | Ruolo | Calciatore          |
| -- | ----------------- | ----- | ------------------- |
|    | Italia (bandiera) | D     | Luigi Bosco         |
|    | Italia (bandiera) | P     | Franco Cardani      |
|    | Italia (bandiera) | P     | Ermes Dal Pozzo     |
|    | Italia (bandiera) | A     | Carlo Dossi         |
|    | Italia (bandiera) | C     | Gian Carlo Galli    |
|    | Italia (bandiera) | D     | Gianfranco Gatti    |
|    | Italia (bandiera) | A     | Alceo Lipizer       |
|    | Italia (bandiera) | A     | Carlo Maesani       |
|    | Italia (bandiera) | C     | Piero Maronati      |
|    | Italia (bandiera) | A     | Benito Meroni       |
|    | Italia (bandiera) | A     | Giovanni Migliorini |

| N. |                   | Ruolo | Calciatore             |
| -- | ----------------- | ----- | ---------------------- |
|    | Italia (bandiera) | C     | Aristide Noseda        |
|    | Italia (bandiera) | D     | Franco Pedroni         |
|    | Italia (bandiera) | A     | Giovanni Ponti         |
|    | Italia (bandiera) | A     | Plinio Pozzoli         |
|    | Italia (bandiera) | A     | Ercole Rabitti         |
|    | Italia (bandiera) | P     | Domenico Rancan        |
|    | Italia (bandiera) | D     | Mario Ruaro            |
|    | Italia (bandiera) | A     | Mario Stua             |
|    | Italia (bandiera) | C     | Riccardo Alberto Villa |
|    | Italia (bandiera) | D     | Alfredo Travia         |
|    | Italia (bandiera) | A     | Giovanni Zanollo       |

## Risultati

### Campionato

#### Girone di andata
| 19 settembre 1948 1ª giornata | Como | 2 – 1 | Pescara |  |

| 26 settembre 1948 2ª giornata | Arsenaltaranto | 2 – 3 | Como |  |

| 3 ottobre 1948 3ª giornata | Lecce | 1 – 0 | Como |  |

| 10 ottobre 1948 4ª giornata | Como | 2 – 0 | Parma |  |

| 17 ottobre 1948 5ª giornata | Como | 1 – 2 | Empoli |  |

| 24 ottobre 1948 6ª giornata | Brescia | 2 – 3 | Como |  |

| 31 ottobre 1948 7ª giornata | Como | 1 – 1 | Cremonese |  |

| 4 novembre 1948 8ª giornata | Seregno | 0 – 3 | Como |  |

| 7 novembre 1948 9ª giornata | Como | 3 – 0 | Alessandria |  |

| 14 novembre 1948 10ª giornata | Venezia | 1 – 1 | Como |  |

| 21 novembre 1948 11ª giornata | Verona | 2 – 2 | Como |  |

| 27 ottobre 1946 12ª giornata | Como | 1 – 1 | Pisa |  |

| 5 dicembre 1948 13ª giornata | Como | 3 – 0 | Siracusa |  |

| 30 dicembre 1948 14ª giornata | Spezia | 0 – 0 | Como |  |

| 12 dicembre 1948 15ª giornata | Como | 3 – 1 | Vicenza |  |

| 19 dicembre 1948 16ª giornata | Legnano | 2 – 3 | Como |  |

| 26 dicembre 1948 17ª giornata | Como | 2 – 0 | Pro Sesto |  |

| 2 gennaio 1949 18ª giornata | Napoli | 1 – 0 | Como |  |

| 6 gennaio 1949 19ª giornata | Como | 4 – 1 | Reggiana |  |

| 9 gennaio 1949 20ª giornata | Como | 1 – 0 | Salernitana |  |

| 16 gennaio 1949 21ª giornata | SPAL | 0 – 2 | Como |  |

#### Girone di ritorno
| 23 gennaio 1949 22ª giornata | Pescara | 2 – 2 | Como |  |

| 30 gennaio 1949 23ª giornata | Como | 2 – 0 | Arsenaltaranto |  |

| 6 febbraio 1949 24ª giornata | Como | 4 – 0 | Lecce |  |

| 13 febbraio 1949 25ª giornata | Parma | 0 – 0 | Como |  |

| 20 febbraio 1949 26ª giornata | Empoli | 0 – 0 | Como |  |

| 6 marzo 1949 27ª giornata | Como | 1 – 0 | Brescia |  |

| 13 marzo 1949 28ª giornata | Cremonese | 1 – 3 | Como |  |

| 20 marzo 1949 29ª giornata | Como | 1 – 1 | Seregno |  |

| 3 aprile 1949 30ª giornata | Alessandria | 0 – 3 | Como |  |

| 10 aprile 1949 31ª giornata | Como | 1 – 1 | Venezia |  |

| 17 aprile 1949 32ª giornata | Como | 1 – 0 | Verona |  |

| 24 aprile 1949 33ª giornata | Pisa | 3 – 3 | Como |  |

| 1º maggio 1949 34ª giornata | Siracusa | 2 – 1 | Como |  |

| 8 maggio 1949 35ª giornata | Como | 4 – 0 | Spezia |  |

| 15 maggio 1949 36ª giornata | Vicenza | 2 – 1 | Como |  |

| 29 maggio 1949 37ª giornata | Como | 2 – 0 | Legnano |  |

| 5 giugno 1949 38ª giornata | Pro Sesto | 2 – 5 | Como |  |

| 12 giugno 1949 39ª giornata | Como | 1 – 0 | Napoli |  |

| 19 giugno 1949 40ª giornata | Reggiana | 3 – 1 | Como |  |

| 26 giugno 1949 41ª giornata | Salernitana | 4 – 1 | Como |  |

| 3 luglio 1949 42ª giornata | Como | 2 – 0 | SPAL |  |

## Statistiche

### Statistiche di squadra
| Competizione | Punti | In casa | In casa | In casa | In casa | In casa | In casa | In trasferta | In trasferta | In trasferta | In trasferta | In trasferta | In trasferta | Totale | Totale | Totale | Totale | Totale | Totale | DR  |
| Competizione | Punti | G       | V       | N       | P       | Gf      | Gs      | G            | V            | N            | P            | Gf           | Gs           | G      | V      | N      | P      | Gf     | Gs     | DR  |
| ------------ | ----- | ------- | ------- | ------- | ------- | ------- | ------- | ------------ | ------------ | ------------ | ------------ | ------------ | ------------ | ------ | ------ | ------ | ------ | ------ | ------ | --- |
| Serie B      | 60    | 21      | 17      | 3       | 1       | 46      | 9       | 21           | 8            | 7            | 6            | 37           | 30           | 42     | 25     | 10     | 7      | 83     | 39     | +44 |

### Statistiche dei giocatori
| Giocatore     | Serie B  | Serie B |
| Giocatore     | Presenze | Reti    |
| ------------- | -------- | ------- |
| L. Bosco      | 35       | 1       |
| F. Cardani    | 23       | -?      |
| E. Dal Pozzo  | 14       | -?      |
| C. Dossi      | 8        | 1       |
| G. Galli      | 2        | 0       |
| G. Gatti      | 3        | 0       |
| A. Lipizer    | 38       | 13      |
| C. Maesani    | 30       | 14      |
| P. Maronati   | 35       | 2       |
| B. Meroni     | 42       | 21      |
| G. Migliorini | 3        | 0       |
| A. Noseda     | 18       | 0       |
| F. Pedroni    | 38       | 0       |
| G. Ponti      | 2        | 0       |
| P. Pozzoli    | 3        | 1       |
| E. Rabitti    | 41       | 16      |
| D. Rancan     | 5        | -?      |
| M. Ruaro      | 1        | 0       |
| M. Stua       | 42       | 10      |
| A. Travia     | 40       | 0       |
| R. Villa      | 38       | 1       |
| G. Zanollo    | 1        | 0       |